# Doris Lessing
Doris Lessing, meisjesnaam: Doris May Tayler (Kermanshah (Perzië), 22 oktober 1919 – Londen, 17 november 2013), was een Brits schrijfster, die ook schreef onder de naam Jane Somers. Zij werd in 2007 onderscheiden met de Nobelprijs voor Literatuur. Haar werk weerspiegelt diepgaande betrokkenheid bij politieke en menselijke problemen, maar is ook autobiografisch en beschrijft dan haar Afrikaanse jeugdervaringen.

## Biografie
Doris Lessing werd geboren als dochter van een Britse officier en een verpleegster. Het gezin verhuisde in 1924 naar Rhodesië (thans Zimbabwe), waar Doris Lessing tot 1949 bleef wonen. Ze volgde er de lagere school en verliet de ouderlijke woning toen ze vijftien jaar was.
In 1937 verhuisde Lessing naar Salisbury, waar ze telefoonoperator werd; ze trouwde daar met haar eerste man, Frank Wisdom. Ze kreeg twee kinderen met hem voordat ze in 1943 van hem scheidde.
In de "communist book club" ontmoette ze haar tweede man, Gottfried Lessing, met wie ze vrij snel trouwde en een kind kreeg. In 1949 eindigde ook dit huwelijk in een scheiding.
Lessing verhuisde in 1949 met haar jongste zoon naar Londen, waar haar eerste roman, Het zingende gras, werd gepubliceerd. Ze brak in 1962 door met Het Gouden Boek.
Lessings fictieliteratuur wordt meestal in drie fasen ingedeeld. De communistische betrokkenheid (1944-1956 en later in The Good Terrorist), toen ze radicale teksten over sociale problemen schreef, de psychologische thematiek (1956-1969) en daarna de soefithematiek (Canopusserie).
De jury van de Nobelprijs voor Literatuur 2007 bracht met haar keuze voor Doris Lessing naar eigen zeggen hulde aan "die heldendichteres van de vrouwelijke ervaring, die met scepsis, vuur en visionaire kracht een verdeelde beschaving onder de microscoop heeft gelegd". Wegens rugklachten kon de auteur op 10 december 2007 de prijs niet zelf in Stockholm in ontvangst nemen. De onderscheiding werd haar in Londen aangeboden.

## Feminisme
Doris Lessing werd beschouwd als een prominent feministe – vooral naar aanleiding van haar hoofdwerk Het gouden boek. Zelf hield ze wat dat betreft echter een behoorlijke slag om de arm:

Wat de feministen van mij willen is iets dat zij niet hebben onderzocht, want het is religieus. Zij willen dat ik getuigenis afleg. Wat ze mij het liefste zouden willen horen zeggen is: 'Ha, mijn zusters, ik sta zij aan zij met jullie in je strijd richting de gouden dagenraad waar al die beestachtige kerels er niet meer zullen zijn.' Willen zij echt dat mensen overgesimplificeerde uitspraken doen over mannen en vrouwen? Jazeker, dat willen ze. Ik betreur het ten zeerste, dat ik tot deze slotsom moest komen.

(vertaling van:) What the feminists want of me is something they haven't examined because it comes from religion. They want me to bear witness. What they would really like me to say is, 'Ha, sisters, I stand with you side by side in your struggle toward the golden dawn where all those beastly men are no more.' Do they really want people to make oversimplified statements about men and women? In fact, they do. I've come with great regret to this conclusion.

## Onderscheidingen
- 1954 · Somerset Maugham Award
- 1976 · Prix Médicis étranger
- 1981 · Österreichischer Staatspreis für Europäische Literatur
- 1982 · Shakespeare-Preis der Alfred Toepfer Stiftung F. V. S., Hamburg
- 1986 · W. H. Smith Literary Award
- 1987 · Palermo Prize
- 1987 · Premio Internazionale Mondello
- 1989 · Premio Grinzane Cavour
- 1995 · James Tait Black Memorial Prize
- 1995 · Los Angeles Times Book Prize
- 1999 · Premio Internacional Catalunya
- 2000 · Erelid van de Royal Society of Literature
- 2001 · David Cohen British Literary Prize,
- 2001 · Premio Príncipe de Asturias,
- 2002 · S.T. Dupont Golden PEN Award
- 2007 · Nobelprijs voor Literatuur

## Werken
- 1950  · The grass is singing (roman, vertaald als Het zingende gras, 1953)
- 1951 · This was the old chief's country (verhalen)
- 1952 · Children of violence: Martha Quest (roman)
- 1952 · Hunger (roman, vertaald als Honger, 1985)
- 1953 · Five (verhalen)
- 1953 · Retreat to innocence (roman)
- 1954 · Children of violence: A proper marriage (roman, vertaald als Een goed huwelijk, 1980)
- 1957 · The habit of loving (verhalen, vertaald onder de titel Liefhebben uit gewoonte, 1957)
- 1957 · Going home (verslag, vertaald als Terugkeer, 1988)
- 1958 · Children of violence: A ripple from the storm (roman, vertaald als Een echo van de storm, 1981)
- 1959 · Each his own wilderness (toneel)
- 1959 · 14 Poems
- 1960 · In pursuit of the English (verslag)
- 1962 · The golden notebook (roman, vertaald als Het gouden boek, 1978)
- 1962 · Eldorado (roman, vertaald als Eldorado, 1983)
- 1962 · Play with a tiger (toneel)
- 1963 · A man and two women (verhalen, vertaald als Een man en twee vrouwen, verhalen, 1965)
- 1964 · Martha Quest (roman, vertaald als Martha Quest, 1980)
- 1964 · A proper marriage (roman, vertaald als Een goed huwelijk, 1980)
- 1964 · A ripple from the storm (roman, vertaald als Een echo van de storm, 1981)
- 1964 · African stories (verhalen)
- 1965 · Children of violence: Landlocked (roman, vertaald als Gestrand, 1981)
- 1966 · The black Madonna (korte verhalen)
- 1966 · Winter in July (korte verhalen)
- 1967 · Particularly cats (korte verhalen - non-fictie, vertaald als In 't bijzonder katten, 1979)
- 1968 · Going home (non-fictie)
- 1969 · Children of violence: The four-gated city (roman, vertaald als De stad met vier poorten, 1983)
- 1971 · Briefing for a descent into hell (roman, vertaald als Instructie voor een hellevaart, 1979)
- 1972 · The story of a non-marrying man (verhalen)
- 1972 · The temptation of Jack Orkney & other stories (korte verhalen)
- 1973 · The sun between their feet (verhalen)
- 1973 · The summer before the dark (roman, vertaald als De zomer voor het donker, 1974)
- 1973 · This was the old chief's country (korte verhalen)
- 1974 · The memoirs of a survivor (roman, vertaald als Herinneringen van een overlevende, 1982)
- 1974 · A small personal voice (non-fictie)
- 1978 · Stories (korte verhalen)
- 1978 · To room nineteen (verzamelde verhalen deel I)
- 1978 · The temptation of Jack Orkney (verzamelde verhalen deel II, vertaald als De verzoeking, 1985)
- 1979 · Shikasta Re (science fiction, vertaald als Shikasta, 1981)
- 1980 · The marriages between zones three, four and five (science fiction, vertaald als De huwelijken tussen zones drie, vier en vijf, 1981)
- 1980 · The Sirian experiments (science fiction, vertaald als De Siriaanse experimenten, 1982)
- 1982 · The making of the representative for Planet 8 (science fiction, vertaald als De vertegenwoordiger voor planeet 8, 1983)
- 1983 · The sentimental agents in the Volyen Empire (science fiction, vertaald als De sentimentele waarnemers in het Volyen Rijk, 1985)
- 1983 · The diary of a good neighbour (roman, onder de naam Jane Somers)
- 1984 · If the old could (roman, onder de naam Jane Somers, vertaald als In de herfst van het leven, 1985)
- 1984 · The diaries of Jane Somers (roman)
- 1985 · The good terrorist (roman, vertaald als De barmhartige terroriste, 1986)
- 1986 · Prisons we choose to live inside (lezing, vertaald als Gevangenschap waarvoor we kiezen, 1993)
- 1987 · The wind blows away our words (verslag, vertaald als De wind waait onze woorden weg : berichten over het Afghaanse verzet en een vraaggesprek met de verzetsstrijdster Tajwar Kakar, 1988)
- 1988 · The fifth child (roman, vertaald als Het vijfde kind, 1988)
- 1989 · Particularly cats and more cats (korte verhalen - non-fictie)
- 1989 · The Doris Lessing reader (selectie)
- 1990 · Through the tunnel(korte verhalen)
- 1991 · Particularly cats ... and Rufus (korte verhalen)
- 1991 · London observed, stories and sketches (verhalen, vertaald als Londen bekeken, schetsen en impressies, 1992)
- 1992 · The real thing (korte verhalen)
- 1992 · African laughter, four visits to Zimbabwe (reisverhalen, vertaald als Terug naar Afrika, vier bezoeken aan Zimbabwe, 1994)
- 1993 · Particularly cats and Rufus the Survivor (korte verhalen)
- 1994 · Shadows on the wall of the cave (non-fictie)
- 1994 · Conversations (non-fictie)
- 1994 · A small personal voice (non-fictie)
- 1994 · Under my skin - Volume One of My Autobiography, to 1949 (autobibografie, vertaald als Onder mijn huid, autobiografie tot 1949, 1994)
- 1995 · Spies I have known and other stories (korte verhalen)
- 1995 · Playing the game (roman)
- 1995 · Love, again (roman, vertaald als Terug naar de liefde, 1995)
- 1996 · Putting the questions differently (non-fictie)
- 1996 · The pit (korte verhalen)
- 1996 · Play with a tiger and other plays (toneel)
- 1997 · Walking in the shade -  volume two of my autobiography, 1949-1962 (autobibografie, vertaald als In de schaduw, autobiografie 1949-1962, 1997)
- 1999 · Mara and Dann, an adventure (roman, vertaald als Mara en Dann, 1999)
- 1999 · Problems, myths and stories (non-fictie)
- 2000 · Ben, in the world (roman)
- 2000 · The old age of El Magnifico (korte verhalen - non-fictie)
- 2001 · The sweetest dream (roman, vertaald als Het huis van Julia, 2002)
- 2002 - The wolf people - INPOPA Anthology 2002 (poëzie)
- 2002 · On Cats (non-fictie)
- 2003 · The grandmothers; Victoria and the Staveneys; The reason for it; A love child (vier novellen, vertaald als De grootmoeders; Victoria en de Staveneys; De reden ervan; Een liefdeskind, 2004)
- 2004 · Time bites (non-fictie)
- 2005 · The story of general Dann and Mara's daughter, Griot an the snow dog (roman, vertaald als Het verhaal van generaal Dann, Mara's dochter, Griot en de sneeuwhond, 2005)
- 2007 · The cleft (roman, vertaald als De Kloof, 2008)
- 2008 · Alfred & Emily (roman - memoir, vertaald als Alfred en Emily, 2008)

- Bibsys: 90060021
- Biblioteca Nacional de Chile: 000117577
- Biblioteca Nacional de España: XX974781
- Bibliothèque nationale de France: cb11912701t (data)
- Catàleg d'autoritats de noms i títols de Catalunya: 981058518347106706
- CiNii: DA00733715
- Digitale Bibliotheek voor de Nederlandse Letteren: less009
- Gemeinsame Normdatei: 118572113
- International Standard Name Identifier: 0000 0003 6863 5304
- Library of Congress Control Number: n79041772
- Nationale Bibliotheek van Letland: 000001563
- MusicBrainz: ce9dd9c7-fdd3-4f19-96a2-503bf7106dbb
- Bibliotheek van het Japanse parlement: 00447461
- Nationale Bibliotheek van Tsjechië: jn19990005015
- Nationale bibliotheek van Australië: 36138156
- Nationale Bibliotheek van Israël: 987007264456405171
- Nationale Bibliotheek van Polen: a0000001619822
- Nationale en Universitaire bibliotheek Zagreb: 000053812
- Nederlandse Thesaurus van Auteursnamen: 068373244
- Istituto Centrale per il Catalogo Unico: CFIV010236
- LIBRIS: 217459
- SNAC: w6cz35ht
- Système universitaire de documentation: 028188993
- Museum of New Zealand Te Papa Tongarewa: 42720
- Trove: 1218696
- Virtual International Authority File: 44301766
- WorldCat: E39PBJx4rkYW7HVcHwyWY7CCwC

1901: Prudhomme ·
1902: Mommsen ·
1903: Bjørnson ·
1904: Mistral, Echegaray ·
1905: Sienkiewicz ·
1906: Carducci ·
1907: Kipling ·
1908: Eucken ·
1909: Lagerlöf ·
1910: Heyse ·
1911: Maeterlinck ·
1912: Hauptmann ·
1913: Tagore ·
1915: Rolland ·
1916: Heidenstam ·
1917: Gjellerup, Pontoppidan ·
1919: Spitteler ·
1920: Hamsun ·
1921: France ·
1922: Benavente ·
1923: Yeats ·
1924: Reymont ·
1925: Shaw ·
1926: Deledda ·
1927: Bergson ·
1928: Undset ·
1929: Mann ·
1930: Lewis ·
1931: Karlfeldt ·
1932: Galsworthy ·
1933: Boenin ·
1934: Pirandello ·
1936: O'Neill ·
1937: Gard ·
1938: Buck ·
1939: Sillanpää ·
1944: Jensen ·
1945: Mistral ·
1946: Hesse ·
1947: Gide ·
1948: Eliot ·
1949: Faulkner ·
1950: Russell ·
1951: Lagerkvist ·
1952: Mauriac ·
1953: Churchill ·
1954: Hemingway ·
1955: Laxness ·
1956: Jiménez ·
1957: Camus ·
1958: Pasternak ·
1959: Quasimodo ·
1960: Perse ·
1961: Andrić ·
1962: Steinbeck ·
1963: Seferis ·
1964: Sartre (geweigerd) ·
1965: Sjolochov ·
1966: Agnon, Sachs ·
1967: Asturias ·
1968: Kawabata ·
1969: Beckett ·
1970: Solzjenitsyn ·
1971: Neruda ·
1972: Böll ·
1973: White ·
1974: Johnson, Martinson ·
1975: Montale ·
1976: Bellow ·
1977: Aleixandre ·
1978: Singer ·
1979: Elýtis ·
1980: Miłosz ·
1981: Canetti ·
1982: García Márquez ·
1983: Golding ·
1984: Seifert ·
1985: Simon ·
1986: Soyinka ·
1987: Brodsky ·
1988: Mahfoez ·
1989: Cela ·
1990: Paz ·
1991: Gordimer ·
1992: Walcott ·
1993: Morrison ·
1994: Oë ·
1995: Heaney ·
1996: Szymborska ·
1997: Fo ·
1998: Saramago ·
1999: Grass ·
2000: Gao ·
2001: Naipaul ·
2002: Kertész ·
2003: Coetzee ·
2004: Jelinek ·
2005: Pinter ·
2006: Pamuk ·
2007: Lessing ·
2008: Le Clézio ·
2009: Müller ·
2010: Vargas Llosa ·
2011: Tranströmer ·
2012: Mo ·
2013: Munro ·
2014: Modiano ·
2015: Aleksijevitsj ·
2016: Dylan ·
2017: Ishiguro ·
2018: Tokarczuk ·
2019: Handke ·
2020: Glück ·
2021: Gurnah ·
2022: Ernaux ·
2023: Fosse ·
2024: Kang ·